# 訃報 1994年8月
訃報 1994年8月（ふほう 1994ねん8がつ）では、1994年（平成6年）8月中に物故した、又は物故が報じられた人物についてまとめる。

## （1日 - 15日）

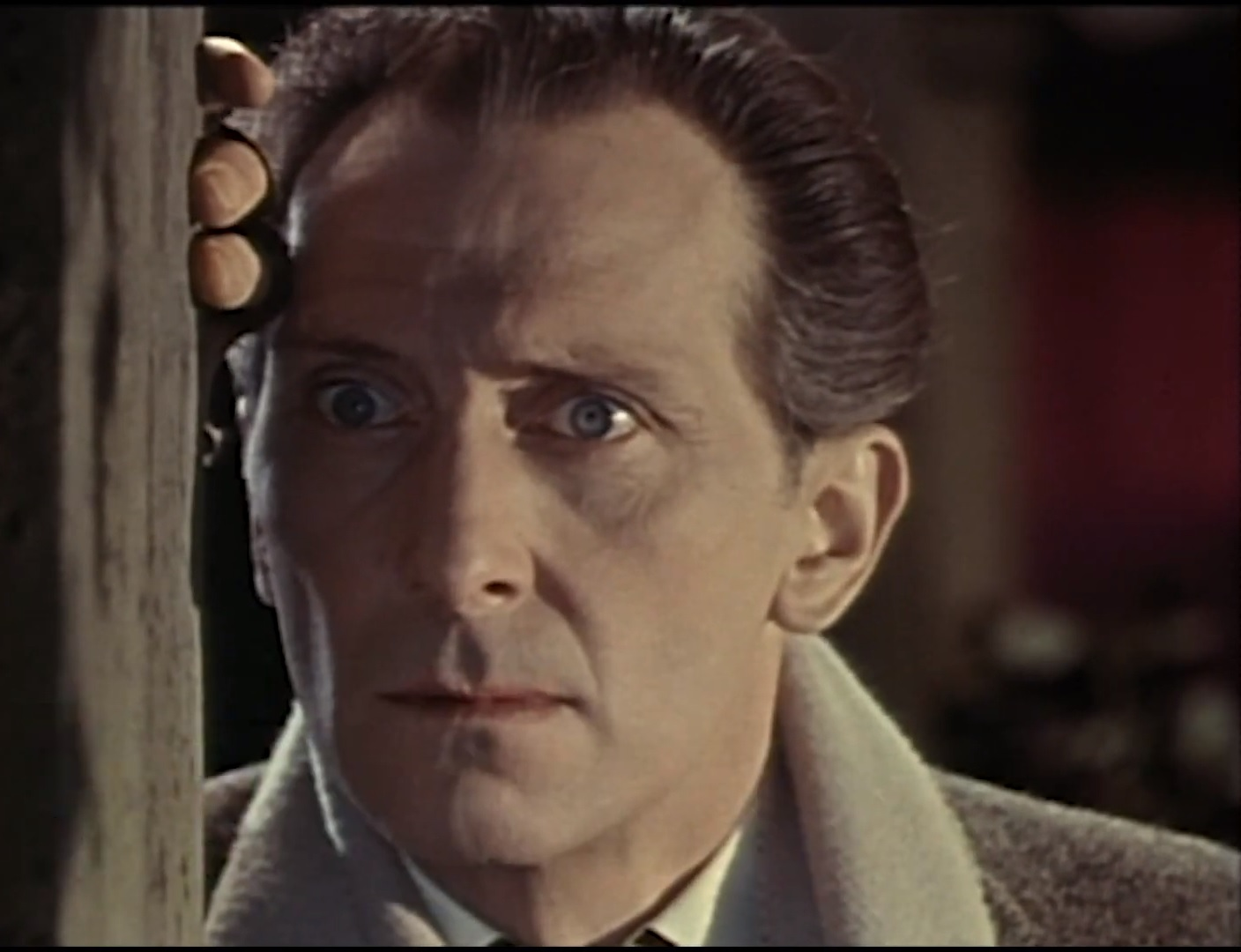
ピーター・カッシング / 8月11日没

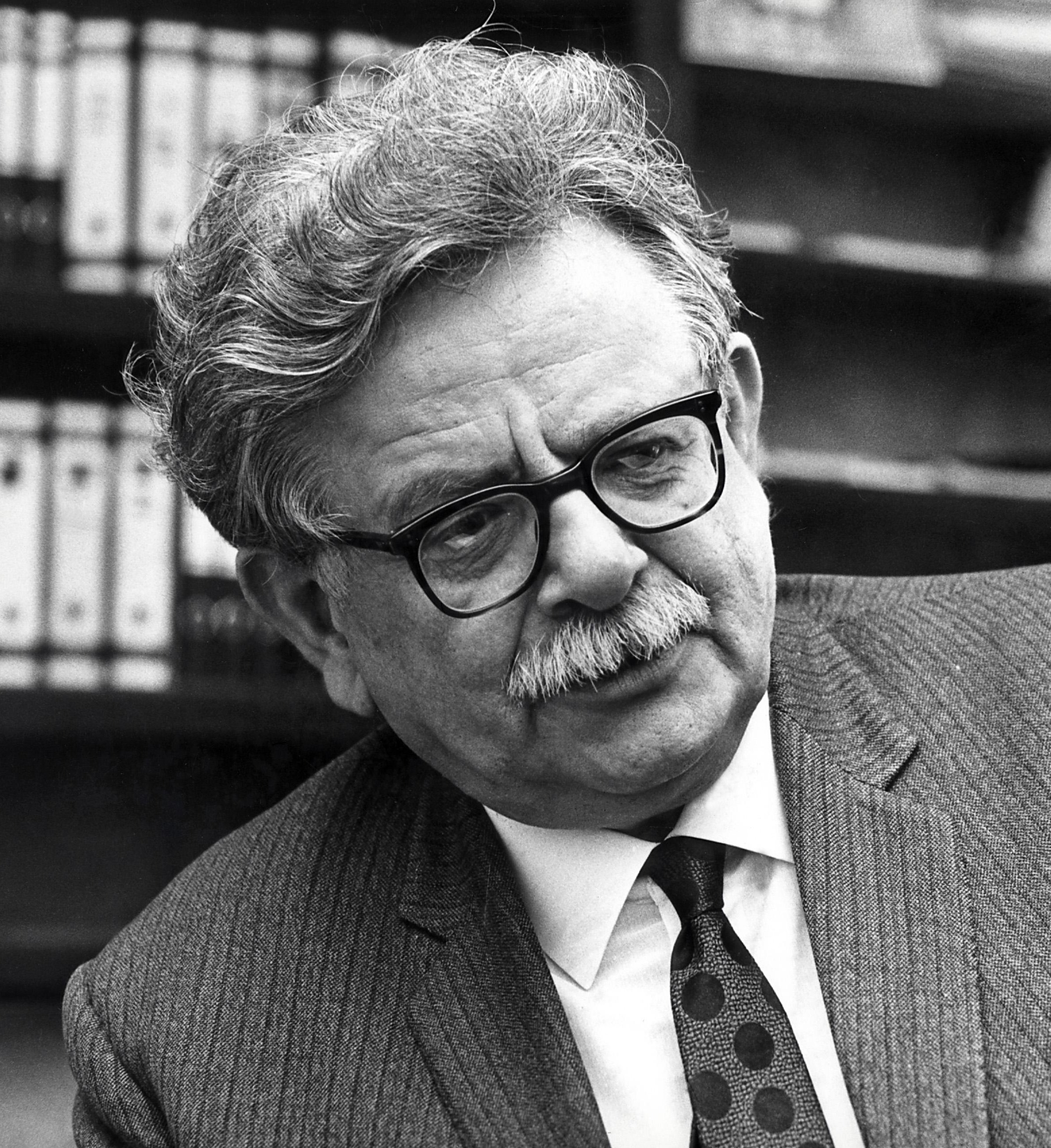
エリアス・カネッティ / 8月14日没

- 8月1日 - 二見忠男、俳優・声優 (* 1931年)
- 8月2日 - 武井義明、ジャズシンガー（* 1934年）
- 8月2日 - 青ノ海勇三、力士（* 1941年）
- 8月6日 - 中古智、美術監督（* 1912年）
- 8月8日 - 鳳啓助、漫才師・俳優（* 1923年）
- 8月11日 - ピーター・カッシング、俳優 (* 1913年)
- 8月12日 - 宮五郎、歌手 (* 1936年)
- 8月13日 - レイモン・ガロワ＝モンブラン、作曲家・ヴァイオリニスト（* 1918年）
- 8月14日 - エリアス・カネッティ、作家・思想家（* 1905年）
- 8月15日 - 高草木昭允、作詞家（*1927年）

## （16日 - 31日）

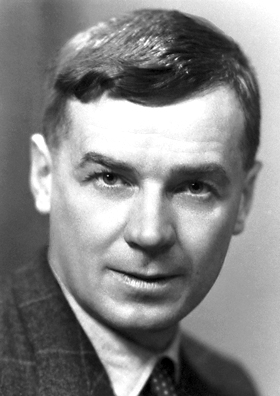
リチャード・シング / 8月18日没

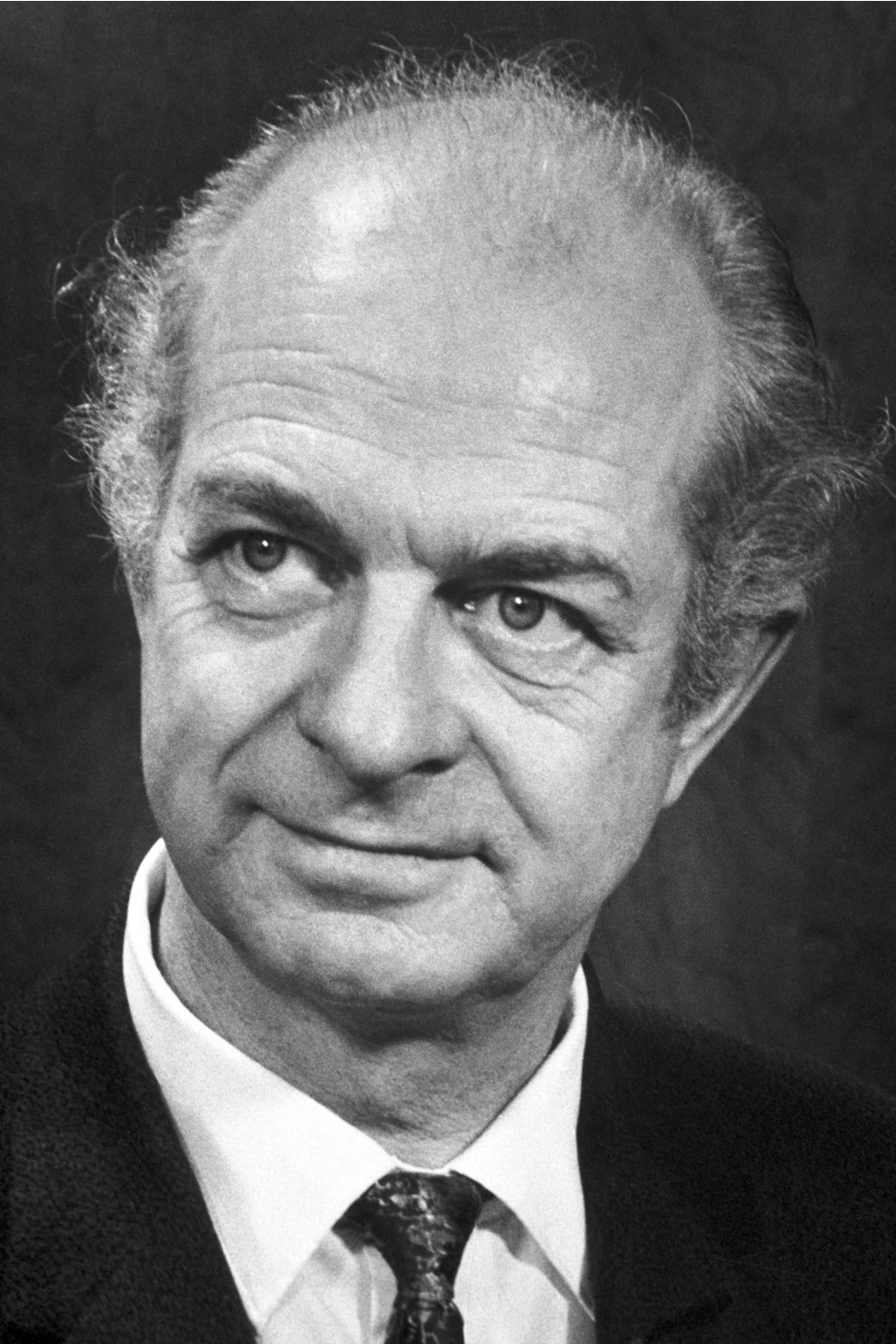
ライナス・ポーリング / 8月19日没

- 8月18日 - リチャード・シング、化学者 (* 1914年)
- 8月18日 - 吉田忠三郎、労働運動家・政治家（* 1917年）
- 8月19日 - ライナス・ポーリング、生化学者 (* 1901年)
- 8月20日 - 柴田勝治、元アマチュアボクシング選手・指導者、第11代日本オリンピック委員会委員長 (* 1911年)
- 8月30日 - リンゼイ・アンダーソン、映画監督 (* 1923年)
- 8月30日 - 天谷直弘、官僚・エコノミスト（* 1925年）